# Ceroplastes dugesii
Ceroplastes dugesii är en insektsart som beskrevs av Lichtenstein 1885. Ceroplastes dugesii ingår i släktet Ceroplastes och familjen skålsköldlöss. Inga underarter finns listade i Catalogue of Life.